# 2008-as labdarúgó-Európa-bajnokság (selejtező – G csoport)
A 2008-as labdarúgó-Európa-bajnokság selejtezőjének G csoportjának mérkőzéseit tartalmazó lapja. A csoportban Hollandia, Románia, Bulgária, Szlovénia, Albánia, Fehéroroszország és Luxemburg szerepelt. A csapatok körmérkőzéses, oda-visszavágós rendszerben játszottak egymással.
Románia és Hollandia kijutott az Európa-bajnokságra.

## Tabella
| Hely. | Csapat           | M  | Gy | D | V  | G+ | G– | Gk  | P  | Továbbjutás                           |     | Románia | Hollandia | Bulgária | Fehéroroszország | Albánia | Szlovénia | Luxemburg |
| ----- | ---------------- | -- | -- | - | -- | -- | -- | --- | -- | ------------------------------------- | --- | ------- | --------- | -------- | ---------------- | ------- | --------- | --------- |
| 1.    | Románia          | 12 | 9  | 2 | 1  | 26 | 7  | +19 | 29 | Kijutott a 2008-as Európa-bajnokságra |     | —       | 1–0       | 2–2      | 3–1              | 6–1     | 2–0       | 3–0       |
| 2.    | Hollandia        | 12 | 8  | 2 | 2  | 15 | 5  | +10 | 26 | Kijutott a 2008-as Európa-bajnokságra |     | 0–0     | —         | 2–0      | 3–0              | 2–1     | 2–0       | 1–0       |
| 3.    | Bulgária         | 12 | 7  | 4 | 1  | 18 | 7  | +11 | 25 |                                       |     | 1–0     | 1–1       | —        | 2–1              | 0–0     | 3–0       | 3–0       |
| 4.    | Fehéroroszország | 12 | 4  | 1 | 7  | 17 | 23 | −6  | 13 |                                       | 1–3 | 2–1     | 0–2       | —        | 2–2              | 4–2     | 0–1       |           |
| 5.    | Albánia          | 12 | 2  | 5 | 5  | 12 | 18 | −6  | 11 |                                       | 0–2 | 0–1     | 1–1       | 2–4      | —                | 0–0     | 2–0       |           |
| 6.    | Szlovénia        | 12 | 3  | 2 | 7  | 9  | 16 | −7  | 11 |                                       | 1–2 | 0–1     | 0–2       | 1–0      | 0–0              | —       | 2–0       |           |
| 7.    | Luxemburg        | 12 | 1  | 0 | 11 | 2  | 23 | −21 | 3  |                                       | 0–2 | 0–1     | 0–1       | 1–2      | 0–3              | 0–3     | —         |           |

1. 1 2  Az egymás elleni eredmény döntetlen. Az összes gólkülönbség döntött.

## Mérkőzések
| 2006. szeptember 2. 19:00 (UTC+3) |

| Fehéroroszország            | 2–2               | Albánia                      |
| --------------------------- | ----------------- | ---------------------------- |
| Kalachev 2' Romaschenko 24' | (2–1) Jegyzőkönyv | Skela 7' (11-esből) Hasi 86' |

| Dinamo Stadium, Minsk Nézőszám: 23 000 Játékvezető: Tony Asumaa (finn) |

| 2006. szeptember 2. 21:00 (UTC+3) |

| Románia             | 2–2               | Bulgária          |
| ------------------- | ----------------- | ----------------- |
| Roşu 40' Marica 54' | (1–0) Jegyzőkönyv | M. Petrov 82' 84' |

| Gheorghe Hagi Stadium, Constanţa Nézőszám: 15 000 Játékvezető: Stefano Farina (olasz) |

| 2006. szeptember 2. 20:30 (UTC+2) |

| Luxemburg | 0–1               | Hollandia     |
| --------- | ----------------- | ------------- |
|           | (0–1) Jegyzőkönyv | Mathijsen 26' |

| Stade Josy Barthel, Luxembourg Nézőszám: 8000 Játékvezető: João Ferreira (portugál) |

| 2006. szeptember 6. 20:00 (UTC+3) |

| Bulgária                                | 3–0               | Szlovénia |
| --------------------------------------- | ----------------- | --------- |
| Bojinov 58' M. Petrov 70' Telkiyski 79' | (0–0) Jegyzőkönyv |           |

| Vasil Levski National Stadium, Szófia Nézőszám: 16 000 Játékvezető: Claus Bo Larsen (dán) |

| 2006. szeptember 6. 20:00 (UTC+2) |

| Albánia | 0–2               | Románia                      |
| ------- | ----------------- | ---------------------------- |
|         | (0–0) Jegyzőkönyv | Dică 65' Mutu 75' (11-esből) |

| Qemal Stafa, Tirana Nézőszám: 10 000 Játékvezető: Olegário Benquerença (portugál) |

| 2006. szeptember 6. 20:30 (UTC+2) |

| Hollandia                     | 3–0               | Fehéroroszország |
| ----------------------------- | ----------------- | ---------------- |
| Van Persie 33' 78' Kuyt 90+2' | (1–0) Jegyzőkönyv |                  |

| Philips Stadion, Eindhoven Nézőszám: 35 000 Játékvezető: Howard Webb (angol) |

| 2006. október 7. 20:15 (UTC+3) |

| Románia                      | 3–1               | Fehéroroszország |
| ---------------------------- | ----------------- | ---------------- |
| Mutu 7' Marica 10' Goian 76' | (2–1) Jegyzőkönyv | Kornilenko 20'   |

| Ghencea Stadium, Bukarest Nézőszám: 12 000 Játékvezető: Alberto Undiano Mallenco (spanyol) |

| 2006. október 7. 21:00 (UTC+3) |

| Bulgária      | 1–1               | Hollandia      |
| ------------- | ----------------- | -------------- |
| M. Petrov 12' | (1–0) Jegyzőkönyv | Van Persie 62' |

| Vasil Levski National Stadium, Szófia Nézőszám: 40 547 Játékvezető: Tom Henning Øvrebø (norvég) |

| 2006. október 7. 20:45 (UTC+2) |

| Szlovénia               | 2–0               | Luxemburg |
| ----------------------- | ----------------- | --------- |
| Novaković 30' Koren 44' | (2–0) Jegyzőkönyv |           |

| Arena Petrol, Celje Nézőszám: 3500 Játékvezető: Panicos Kailis (ciprusi) |

| 2006. október 11. 18:00 (UTC+3) |

| Fehéroroszország                         | 4–2               | Szlovénia            |
| ---------------------------------------- | ----------------- | -------------------- |
| Kovba 18' Kornilenko 52' 60' Korytko 85' | (1–2) Jegyzőkönyv | Cesar 19' Lavrič 43' |

| Dinamo Stadium, Minsk Nézőszám: 23 000 Játékvezető: Kassai Viktor (magyar) |

| 2006. október 11. 20:15 (UTC+2) |

| Luxemburg | 0–1               | Bulgária    |
| --------- | ----------------- | ----------- |
|           | (0–1) Jegyzőkönyv | Tunchev 26' |

| Stade Josy Barthel, Luxembourg Nézőszám: 3156 Játékvezető: Novo Panić (bosznia-hercegovinai) |

| 2006. október 11. 20:30 (UTC+2) |

| Hollandia                        | 2–1               | Albánia   |
| -------------------------------- | ----------------- | --------- |
| Van Persie 15' Beqaj 42' (öngól) | (2–0) Jegyzőkönyv | Curri 67' |

| Amsterdam ArenA, Amszterdam Nézőszám: 40 000 Játékvezető: Alon Yefet (izraeli) |

| 2007. március 24. 17:00 (UTC+1) |

| Luxemburg     | 1–2               | Fehéroroszország         |
| ------------- | ----------------- | ------------------------ |
| Sagramola 68' | (0–1) Jegyzőkönyv | Kalachev 25' Kutuzov 54' |

| Stade Josy Barthel, Luxembourg Nézőszám: 2000 Játékvezető: Mark Steven Whitby (walesi) |

| 2007. március 24. 17:00 (UTC+1) |

| Albánia | 0–0         | Szlovénia |
| ------- | ----------- | --------- |
|         | Jegyzőkönyv |           |

| Loro-Boriçi Stadium, Shkodër Nézőszám: 12 000 Játékvezető: Joseph Attard (máltai) |

| 2007. március 24. 20:30 (UTC+1) |

| Hollandia | 0–0         | Románia |
| --------- | ----------- | ------- |
|           | Jegyzőkönyv |         |

| Feijenoord Stadion, Rotterdam Nézőszám: 49 000 Játékvezető: Marcus Merk (német) |

| 2007. március 28. 18:00 (UTC+3) |

| Bulgária | 0–0         | Albánia |
| -------- | ----------- | ------- |
|          | Jegyzőkönyv |         |

| Vasil Levski National Stadium, Szófia Nézőszám: 25 000 Játékvezető: Jonas Eriksson (svéd) |

| 2007. március 28. 18:30 (UTC+3) |

| Románia                        | 3–0               | Luxemburg |
| ------------------------------ | ----------------- | --------- |
| Mutu 26' Contra 56' Marica 90' | (1–0) Jegyzőkönyv |           |

| Ceahlăul Stadium, Karácsonkő Nézőszám: 12 000 Játékvezető: Romans Lajuks (lett) |

| 2007. március 28. 20:45 (UTC+2) |

| Szlovénia | 0–1               | Hollandia           |
| --------- | ----------------- | ------------------- |
|           | (0–0) Jegyzőkönyv | Van Bronckhorst 86' |

| Arena Petrol, Celje Nézőszám: 9500 Játékvezető: Manuel Mejuto González (spanyol) |

| 2007. június 2. 20:30 (UTC+2) |

| Albánia                | 2–0               | Luxemburg |
| ---------------------- | ----------------- | --------- |
| Kapllani 38' Haxhi 57' | (1–0) Jegyzőkönyv |           |

| Qemal Stafa, Tirana Nézőszám: 8000 Játékvezető: Lasha Silagava (grúz) |

| 2007. június 2. 20:45 (UTC+2) |

| Szlovénia   | 1–2               | Románia                |
| ----------- | ----------------- | ---------------------- |
| Vršič 90+4' | (0–0) Jegyzőkönyv | Tamaş 52' Nicoliţă 69' |

| Arena Petrol, Celje Nézőszám: 6000 Játékvezető: Stuart Dougal (skót) |

| 2007. június 2. 21:00 (UTC+3) |

| Fehéroroszország | 0–2               | Bulgária         |
| ---------------- | ----------------- | ---------------- |
|                  | (0–1) Jegyzőkönyv | Berbatov 28' 46' |

| Dinamo Stadium, Minsk Nézőszám: 29 000 Játékvezető: Jaroslav Jára (cseh) |

| 2007. június 6. 20:00 (UTC+3) |

| Bulgária                 | 2–1               | Fehéroroszország       |
| ------------------------ | ----------------- | ---------------------- |
| M. Petrov 10' Yankov 40' | (2–1) Jegyzőkönyv | Vasilyuk 5' (11-esből) |

| Vasil Levski National Stadium, Szófia Nézőszám: 10 227 Játékvezető: Kristinn Jakobsson (izlandi) |

| 2007. június 6. 20:15 (UTC+2) |

| Luxemburg | 0–3               | Albánia                    |
| --------- | ----------------- | -------------------------- |
|           | (0–2) Jegyzőkönyv | Skela 25' Kapllani 36' 72' |

| Stade Josy Barthel, Luxembourg Nézőszám: 4325 Játékvezető: Paulius Malzinskas (litván) |

| 2007. június 6. 21:00 (UTC+3) |

| Románia             | 2–0               | Szlovénia |
| ------------------- | ----------------- | --------- |
| Mutu 40' Contra 70' | (1–0) Jegyzőkönyv |           |

| Dan Păltinişanu, Temesvár Nézőszám: 22 000 Játékvezető: Alon Yefet (izraeli) |

| 2007. szeptember 8. 17:00 (UTC+2) |

| Luxemburg | 0–3               | Szlovénia                   |
| --------- | ----------------- | --------------------------- |
|           | (0–2) Jegyzőkönyv | Lavrič 7' 47' Novaković 37' |

| Stade Josy Barthel, Luxembourg Nézőszám: 2012 Játékvezető: Sergiy Berezka (ukrán) |

| 2007. szeptember 8. 19:00 (UTC+3) |

| Fehéroroszország | 1–3               | Románia                          |
| ---------------- | ----------------- | -------------------------------- |
| Romaschenko 20'  | (1–2) Jegyzőkönyv | Mutu 16' 77' (11-esből) Dică 42' |

| Dinamo Stadium, Minsk Nézőszám: 19 320 Játékvezető: Peter Fröjdfeldt (svéd) |

| 2007. szeptember 8. 20:30 (UTC+2) |

| Hollandia                       | 2–0               | Bulgária |
| ------------------------------- | ----------------- | -------- |
| Sneijder 23' Van Nistelrooy 58' | (1–0) Jegyzőkönyv |          |

| Amsterdam ArenA, Amszterdam Nézőszám: 50 000 Játékvezető: Luis Medina Cantalejo (spanyol) |

| 2007. szeptember 12. 20:30 (UTC+3) |

| Bulgária                                  | 3–0               | Luxemburg |
| ----------------------------------------- | ----------------- | --------- |
| Berbatov 27' 28' M. Petrov 54' (11-esből) | (2–0) Jegyzőkönyv |           |

| Vasil Levski National Stadium, Szófia Nézőszám: 8000 Játékvezető: Bülent Demirlek (török) |

| 2007. szeptember 12. 19:45 (UTC+2) |

| Szlovénia            | 1–0               | Fehéroroszország |
| -------------------- | ----------------- | ---------------- |
| Lavrič 3' (11-esből) | (1–0) Jegyzőkönyv |                  |

| Arena Petrol, Celje Nézőszám: 4000 Játékvezető: Veaceslav Banari (moldáv) |

| 2007. szeptember 12. 20:45 (UTC+2) |

| Albánia | 0–1               | Hollandia            |
| ------- | ----------------- | -------------------- |
|         | (0–0) Jegyzőkönyv | Van Nistelrooy 90+1' |

| Qemal Stafa, Tirana Nézőszám: 19 600 Játékvezető: Mike Riley (angol) |

| 2007. október 13. 18:00 (UTC+3) |

| Fehéroroszország | 0–1               | Luxemburg    |
| ---------------- | ----------------- | ------------ |
|                  | (0–0) Jegyzőkönyv | Leweck 90+5' |

| Központi stadion, Homel Nézőszám: 14 000 Játékvezető: Michael Svendsen (dán) |

| 2007. október 13. 20:15 (UTC+3) |

| Románia   | 1–0               | Hollandia |
| --------- | ----------------- | --------- |
| Goian 71' | (0–0) Jegyzőkönyv |           |

| Gheorghe Hagi Stadium, Constanţa Nézőszám: 13 000 Játékvezető: Kyros Vassaras (görög) |

| 2007. október 13. 20:30 (UTC+2) |

| Szlovénia | 0–0         | Albánia |
| --------- | ----------- | ------- |
|           | Jegyzőkönyv |         |

| Arena Petrol, Celje Nézőszám: 4625 Játékvezető: Duarte Nuno Pereira Gomes (portugál) |

| 2007. október 17. 20:15 (UTC+2) |

| Luxemburg | 0–2               | Románia                 |
| --------- | ----------------- | ----------------------- |
|           | (0–1) Jegyzőkönyv | F. Petre 42' Marica 61' |

| Stade Josy Barthel, Luxembourg Nézőszám: 3584 Játékvezető: Felix Brych (német) |

| 2007. október 17. 20:30 (UTC+2) |

| Hollandia                  | 2–0               | Szlovénia |
| -------------------------- | ----------------- | --------- |
| Sneijder 14' Huntelaar 88' | (1–0) Jegyzőkönyv |           |

| Philips Stadion, Eindhoven Nézőszám: 35 000 Játékvezető: Nicola Rizzoli (olasz) |

| 2007. október 17. 20:45 (UTC+2) |

| Albánia               | 1–1               | Bulgária     |
| --------------------- | ----------------- | ------------ |
| Kishishev 32' (öngól) | (1–0) Jegyzőkönyv | Berbatov 87' |

| Qemal Stafa, Tirana Nézőszám: 8000 Játékvezető: Fritz Stuchlik (osztrák) |

| 2007. november 17. 18:00 (UTC+2) |

| Bulgária    | 1–0               | Románia |
| ----------- | ----------------- | ------- |
| Dimitrov 6' | (1–0) Jegyzőkönyv |         |

| Vasil Levski National Stadium, Szófia Nézőszám: 15 000 Játékvezető: Konrad Plautz (osztrák) |

| 2007. november 17. 20:00 (UTC+2) |

| Albánia                  | 2–4               | Fehéroroszország                                 |
| ------------------------ | ----------------- | ------------------------------------------------ |
| Bogdani 39' Kapllani 43' | (2–2) Jegyzőkönyv | Romaschenko 28' 63' (11-esből) Kutuzov 45+1' 54' |

| Qemal Stafa, Tirana Nézőszám: 5000 Játékvezető: Bulent Demirlek (török) |

| 2007. november 17. 20:30 (UTC+1) |

| Hollandia      | 1–0               | Luxemburg |
| -------------- | ----------------- | --------- |
| Koevermans 43' | (1–0) Jegyzőkönyv |           |

| Feijenoord Stadion, Rotterdam Nézőszám: 49 000 Játékvezető: Martin Hansson (svéd) |

| 2007. november 21. 18:00 (UTC+2) |

| Románia                                                                 | 6–1               | Albánia      |
| ----------------------------------------------------------------------- | ----------------- | ------------ |
| Dică 22' 71' (11-esből) Tamaş 53' Niculae 62' 65' Marica 69' (11-esből) | (1–0) Jegyzőkönyv | Kapllani 64' |

| Lia Manoliu Stadium, Bukarest Nézőszám: 25 000 Játékvezető: Edo Trivkovic (horvát) |

| 2007. november 21. 19:00 (UTC+2) |

| Fehéroroszország       | 2–1               | Hollandia         |
| ---------------------- | ----------------- | ----------------- |
| Bulyha 49' Korytko 65' | (0–0) Jegyzőkönyv | Van der Vaart 88' |

| Dinamo Stadium, Minsk Nézőszám: 12 000 Játékvezető: Philippe Kalt (francia) |

| 2007. november 21. 18:00 (UTC+1) |

| Szlovénia | 0–2               | Bulgária                  |
| --------- | ----------------- | ------------------------- |
|           | (0–0) Jegyzőkönyv | Georgiev 81' Berbatov 84' |

| Arena Petrol, Celje Nézőszám: 4000 Játékvezető: Mike Mullarkey (angol) |